# Río Cuarto
Río Cuarto  (ocasionalment escrit "Río IV" o "Ciudad de la Concepción del Río Cuarto" és una ciutat de la província de Córdoba, Argentina. Situada al sud de la província, té prop de 157.010 habitants (2010) i és un important centre comercial i agrícola. Hom la coneix col·loquialment com "El imperio de sur cordobés" ("L'Imperi del Sud Cordobés"). Fundada el 1786 com a "Villa de la Concepción del Río Cuarto", pel llavors governador Rafael de Sobremonte.
El Río "Cuarto" (conegut també com a "Chocancharava") és el riu principal de la ciutat.

## Fills il·lustres
- Andrés Máspero, (n. 1948), músic i director de cor.